# John Doe (Panama Papers)
Pour les articles homonymes, voir John Doe (homonymie) et Doe.
John Doe est le pseudonyme du lanceur d'alerte des Panama Papers. En anglais, ce nom fait référence à l’homme de la rue. Cette personne a pris contact avec le journal allemand Süddeutsche Zeitung en 2015.

## Synopsis

### Premiers contacts
En 2015, un contact anonyme envoie un e-mail chiffré au journaliste Bastian Obermayer (en) du Süddeutsche Zeitung avec ces quelques mots : « Bonjour, ici John Doe. Êtes-vous intéressés par des données ? » Obermayer acquiesce. La suite du message se décline alors comme suit : « Il y a quelques conditions. Ma vie est en danger. Nous communiquerons de façon codée. Nous ne nous rencontrerons pas. Ce que vous publiez est votre affaire. » À la question « Pourquoi faites-vous ça ? », John Doe répond : « Je veux que ces délits deviennent public ... ». John Doe commence dès lors à transférer environ 11,5 millions de documents d'archives provenant du cabinet d'avocat panaméen Mossack Fonseca.

### Contenu
Les documents fournis, remontant aux années 1970 et s'étendant jusqu'à fin de l'année 2015, représentent un total de 2,6 téraoctets de données. Le contenu, exceptionnellement massif, est alors rapidement partagé avec les rédactions de médias internationaux œuvrant dans plus de 80 pays par l'intermédiaire du consortium international des journalistes d'investigation (ICIJ) basé à Washington. Les premiers articles sont publiés le 3 avril 2016, accompagnés de 149 documents. D'autres révélations suivront les publications initiales, l'intégralité des sociétés mentionnées par les documents devant être dévoilée d'ici mai 2016.

### Explication de sa démarche
Dans un manifeste envoyé au Süddeutsche Zeitung, John Doe indique avoir cherché à plusieurs reprises à prendre contact avec WikiLeaks pour lui transmettre les données obtenues, mais qu'il n'a jamais eu de réponse. Dans ce texte, intitulé « La révolution sera numérique », il critique notamment les excès du capitalisme et le contrôle de certains médias par de grandes fortunes. John Doe se dit aussi prêt à aider les autorités des pays intéressés pour d'éventuelles poursuites judiciaires basées sur les informations des Panama Papers, mais seulement si son statut de lanceur d'alerte est reconnu et lui assure une protection.

### Sources
- Cet article est partiellement ou en totalité issu de l'article intitulé « Panama Papers » (voir la liste des auteurs).

- (pt) Cet article est partiellement ou en totalité issu de l’article de Wikipédia en portugais intitulé « John Doe (Panama Papers) » (voir la liste des auteurs).